# 家具

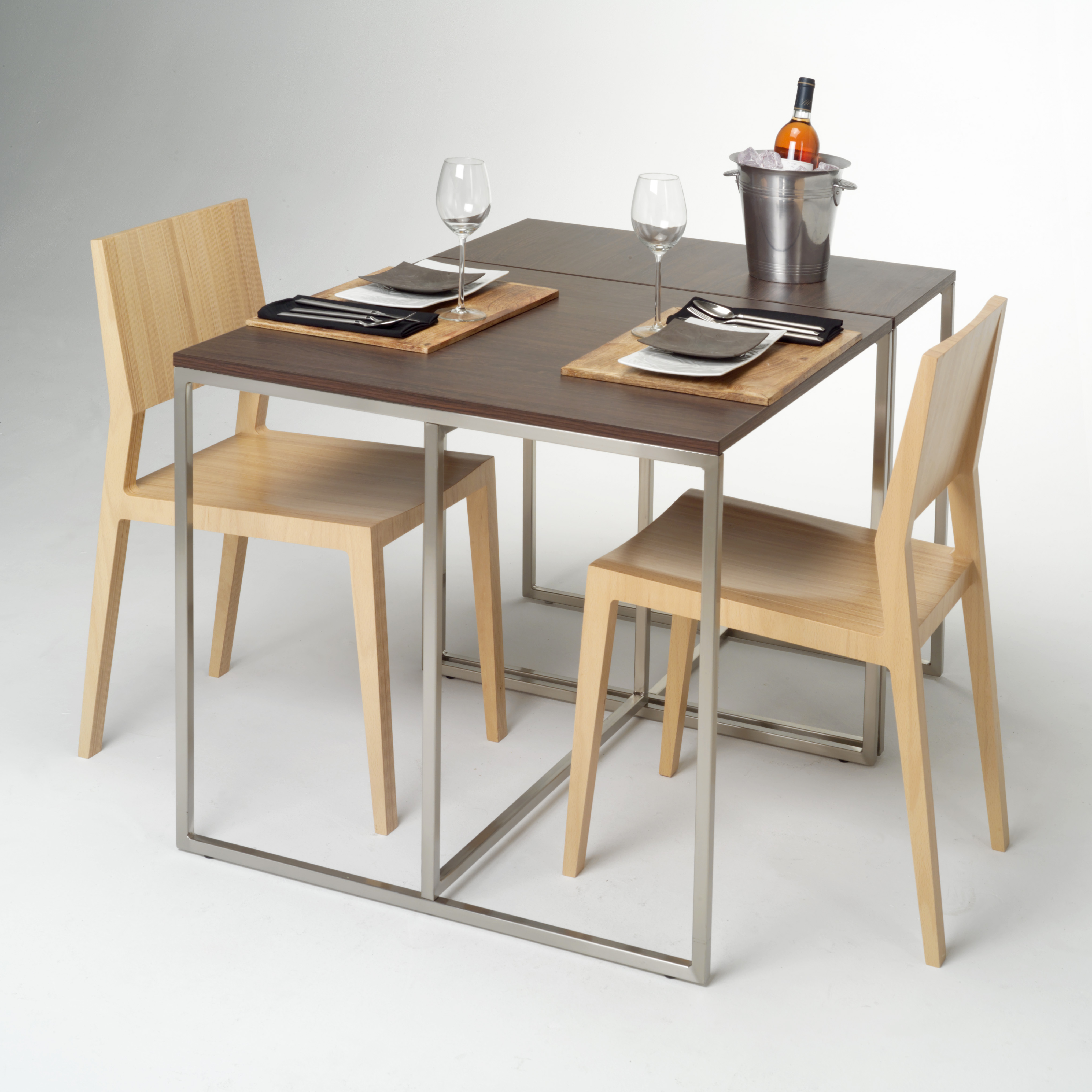
北歐風格餐桌組

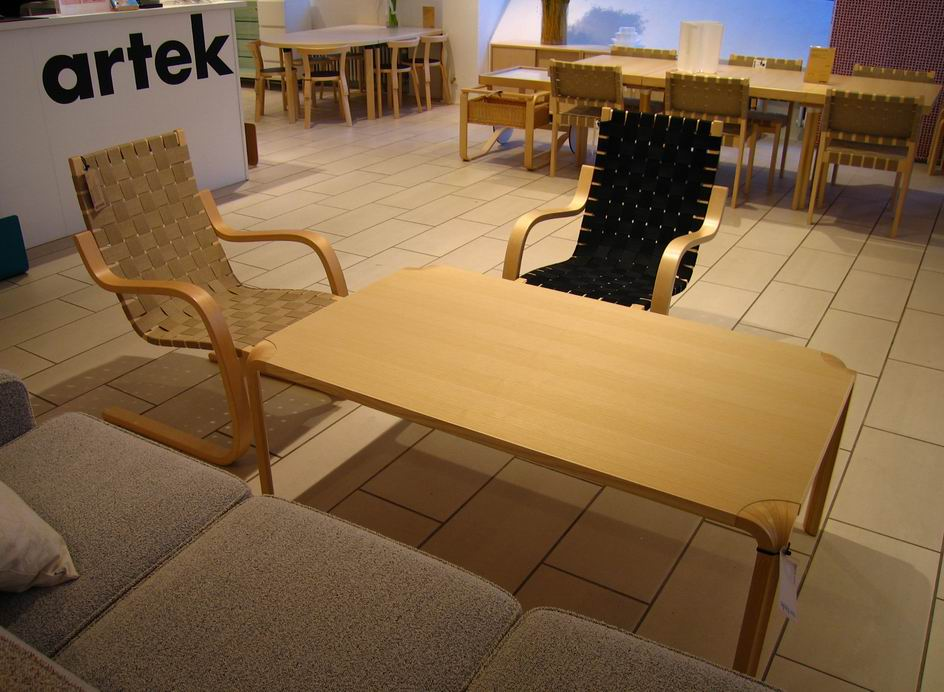
阿尔瓦·阿尔托设计的扶手椅和桌子

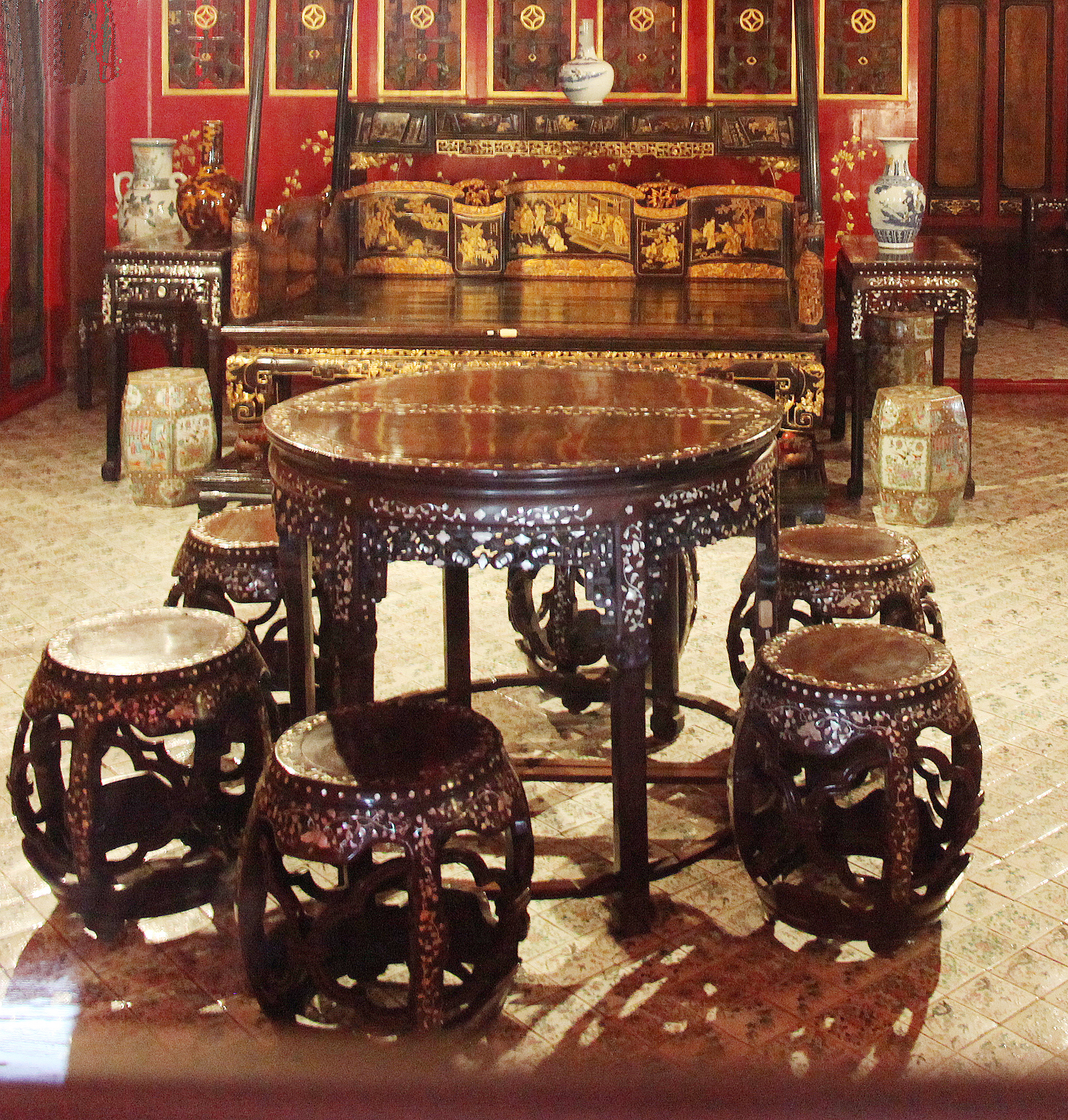
中國式古典家具

家具，又称为傢什、家私（又作傢具或傢私，也有寫作“傢俱”或“傢俬”的，一說為錯別字），是日常生活和社会活动中为起居，或工作方便而配备的用具，传统的家具都是独立于房屋主体结构之外可以移动的，现代很多家具已成为建筑的一个组成部分。
狭义的家具只包括具有坐卧、凭倚、贮藏、间隔等功能的器具，而广义上的家具包括各种所有的家庭用具，如家用电器、灯具等。

## 功能分类
按功能家具可分为：
- 桌，包括茶几、写字台、餐桌、书台等
- 坐卧用具，包括椅子、沙发、床等
- 储藏家具，包括书架、床头柜、衣柜、电视柜、梳妝台等
- 厨房家具，包括厨柜、厨具等
- 辅助家具，包括窗簾、地毯等

按设计风格可分为：现代家具、中式古典家具、欧式古典家具、美式家具、在地家具（指當地生產的家具，特別指無名的工匠製造，不論是實踐傳統或追求最新式的原型，皆仔細地按照最初的原型做幅度的修改，簡化其形式，並使用當地材料和技術）等。
按所用材料可分为：实木家具、板木结合家具、板式家具、钢木家具、复合板式家具、石材家具、软体家具、藤编家具、竹编家具、和其他人造材材料制成的家具（如玻璃家具、不锈钢家具、塑料家具等）。

## 家具設計
家具设计是艺术和技术的结合，反映了当代产品设计的发展，偏重于艺术。从第一把量产的Thonet椅开始，优秀的设计师会和制造商共同合作来完成设计。家具设计既是制造商制造技术的体现，通过设计师的试验，表达美感的，在两方面的努力下就诞生了一件好的家具。

## 訂制家具
訂制家具，是指專為特定房間大小而造的家具。需要專人上門度尺和安裝的。有別於傳統的成品家具。訂制家具在中國的主要城市，如北京和上海等非常流行，而在香港則稱為「訂造傢俬」。流行的原因由於這些地方的地價非常高，所以每件傢具都要求有非常高的收納能力。一般訂制家具的設計會以入牆形式為主，即櫃體會與櫃體旁的天花和牆身無縫連接。這些家具一般以板式家具為主。常用到的板材有夾板、刨花板和纖維板等等。飾面的處理也非常多變，包裝焗漆、木皮、防火板和三聚氰胺浸漬膠膜紙等等。

## 家具国家标准
- 《家具国家标准》GB/T8324-1995
- 《木家具通用技术条件》国家行业标准QB/T1951.1-94《木家具质量检验及质量评定》[3]
- 《室内装饰装修材料-人造板及其制品中的甲醛释放限量》GB18584-2001
- 《软体家具.沙发》B/T1952.1-2003
- 《室内装饰装修材料溶合型木器涂料中有害物质限量》GB18581-2009
- 《室内装饰装修材料胶粘剂中有害物质限量》GB 18583-2008
- 《室内装饰装修材料木家具中有害物质限量》GB18584-2001